# Golfo San Jorge
El golfo de San Jorge es un amplio accidente costero semicircular localizado en la costa atlántica de Argentina, en la Patagonia argentina frente al mar argentino. Administrativamente, las costas y sus aguas pertenecen a las provincias del Chubut y Santa Cruz.

## Toponimia e historia
Antiguamente el accidente había sido disminuido a la categoría de río por el desconocimiento de aquellos que no se habían internado en él. La expedición de Alfonso Camargo (1539-1541) lo define como una bahía muy grande y lo llamaría “río Cananor”. Mucho más tarde se llegaría a confirmar la existencia de un golfo: corresponde al viaje de Joaquín Olivares y Centero en 1746. El padre Quiroga, delineador de esta expedición, lo llamó ensenada de San Jorge.

## Geografía
El golfo de San Jorge está delimitado al norte por el cabo Dos Bahías (44°55′S 65°31′O / -44.917, -65.517) y al sur por el cabo Tres Puntas (47°06′S 65°51′O / -47.100, -65.850). Tiene unas 80 millas náuticas (148 km) de saco y 132 millas náuticas (244 km) de ancho en su boca.
Tiene una profundidad que oscila entre 73 y 101 metros.
Su costa norte es acantilada y posee varias caletas (Leones, San Roque, Horno, Inglesa, Córdova, Malaspina, Visser, Olivares, Olivia); bahías (Bustamante, Solano) y ensenadas protegidas, salvo de los vientos del sudeste. Su costa centro y sur alterna algunas playas y elevados acantilados.
Toda la región costera ha sido una zona de difícil instalación portuaria debido a la gran amplitud de las mareas, los frecuentes vientos y la escasez de agua dulce superficial. Sin embargo, al ser un área de gran actividad económica merced a los recursos pesqueros e hidrocarburíferos se han instalado puertos de aguas profundas y sistemas de carga y descarga a través de boyas.
Casi en el centro del golfo se encuentra la ciudad más importante del accidente geográfico, Comodoro Rivadavia, puerto de ultramar y pesquero. Se destaca por ser la 3.ª urbe costera de Argentina.
La localidad santacruceña de Caleta Olivia es la segunda en importancia. Se encuentra a sus orillas y esta es sede de un importante centro petrolero en la región con una toma para embarque de petróleo crudo.
El puerto de Caleta Paula ha sido hasta el 2007 el último en desarrollarse en el área.
Rada Tilly es la tercera localidad en importancia, el balneario más importante en sus costas y el más austral de América.

## Turismo
Además de los atractivos del balneario Rada Tilly se cuentan:
- La Reserva Faunística Provincial Cabo Dos Bahías;
- La Reserva Natural Cañadón Duraznillo;
- La Reserva Natural Monte Loayza;
- La Reserva Natural Cabo Blanco.
- La Reserva natural Punta del Marqués
- El Faro San Jorge

Estas reservas son ricas en avifauna ( pingüinos, albatros, cormoranes, gaviotas etc. ), fauna anfibia ( elefantes marinos, leones marinos, lobos marinos ), en sus aguas abundan peces y, especialmente, cetáceos como la ballena franca austral, la orca, y la tonina overa (Cephalorhynchus commersonii); en las zonas continentales de las citadas reservas se destacan los guanacos, los zorros culpeos y el ñandú petiso o choique (Rhea pennata).
En el 2007 se firmó el acuerdo para la creación del Parque Interjurisdiccional Marino Costero Patagonia Austral, área natural protegida cogestionada por el Estado Argentino y la provincia de Chubut, tal parque natural se extiende por el sector norte del golfo San Jorge a lo largo de 100 kilómetros de costa y 42 pequeñas islas e islotes, como por ejemplo: (isla Arce, Leones, Tova, Tovita, Gran Robledo, Pan de Azúcar, Cayetano, Cevallos, Viana, Valdez, Quintano, islas Vernaci, etc.) incluyendo 600 km² de sector marino y submarino.

## Cuenca del Golfo San Jorge
El golfo San Jorge, originado por movimientos tectónicos de hundimiento incluye una formación geológica que se extiende por el sur de la provincia de Chubut y el norte de la de Santa Cruz así como por el lecho marino. Tal cuenca geológica es el producto, durante millones de años, de la alternancia de períodos de regresión marina con sedimentación continental e ingresión y sedimentación marina lo cual ha generado depósitos subterráneos de hidrocarburos fósiles no renovables ( petróleo y gas natural ). La producción gasífera es enviada al Gran Buenos Aires mediante gasoductos, la producción petrolera se transporta principalmente por buques tanque.

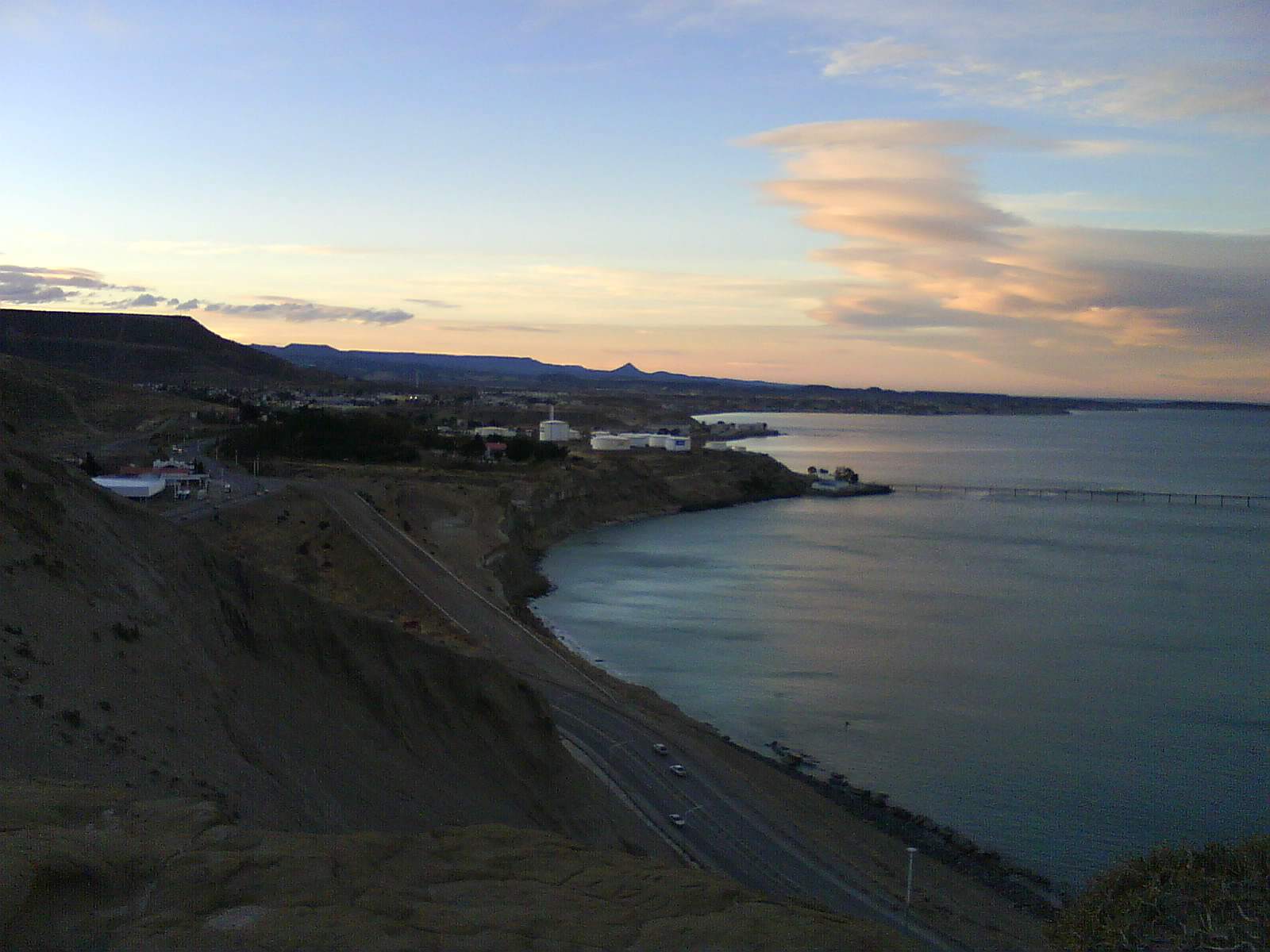
Desde el mítico cerro Chenque se avista parte de la accidentada costa de Comodoro.

La explotación del petróleo de esta cuenca es la más antigua de Argentina al descubrirse accidentalmente en 13 de diciembre de 1907 tal combustible mientras se perforaba un pozo para dotar de agua al entonces villorrio de Comodoro Rivadavia, la importancia que cobró hizo que poco tiempo después se creara la empresa estatal argentina YPF (Yacimientos Petrolíferos Fiscales) y, durante la Segunda Guerra Mundial se estableciera como división política la Zona Militar de Comodoro Rivadavia.
Los principales yacimientos de la Cuenca del Golfo San Jorge se encuentran en las inmediaciones de las ciudades de Comodoro Rivadavia, Caleta Olivia, Caleta Córdova, Pico Truncado y Las Heras.
En 1997, Pan American Energy comenzó a operar la zona. En 2007,  la Legislatura de Chubut extendió la concesión de exploración y suscripción. Cerro Dragón es el primer productor de petróleo y posicionó a Chubut como principal provincia productora del hidrocarburo.